# Budapesti Showszínház
A Budapesti Showszínház 2012-ben alakult meg, Tóth Ádám rendező, színházi szakember vezetésével. 
A Társulat első sorban operett és musical előadásokra szakosodott, egy-két szereplős előadásoktól a kifejezetten nagy, mega produkciókon át sokféle előadás megtalálható a színház repertoárjában. 
Operett produkcióik közül kiemelkedő a Nemzeti Operett Gála, melyet ezidáig legalább száz alkalommal mutattak be országhatáron belül és kívül egyaránt. A Nemzeti Operett Gála előadásokat több, mint százezer néző látta már, Erdélytől a Felvidéken át Magyarország számos városán keresztül a Fővárosig. 
2012-ben került bemutatásra az Érinthetetlenek című pop musical, mely a Nyári Fesztivál kiemelt darabjaként a Margitszigeti Szabadtéri Színház nyári musical szenzációja lett. Egymás után négy előadást töltött meg az Andrádi Zsanett, Egyházi Géza, Józsa Imre, Magyar Bálint és Fehér Adrienn főszereplésével megrendezett produkció. Az Érinthetetleneket ezt követően soha többet nem játszotta a Showszínház, Tóth Ádám producer és színházvezető döntése nyomán a zajos és jelentős siker ellenére sem.
2016-ban Tóth Ádám átdolgozásában a Budapesti Showszínház színpadra vitte Kosztolányi Dezső Édes Anna című regényének musical változatát. Az előadás premiere a Millenáris Theátrumban volt, 2016.  október 22.-én. A produkció zeneszerzője Horváth Zsolt volt, aki a Kozmix zenekar alapító tagja és zeneszerzője is. A dalok szövegeit Tóth Ádám szerezte, az előadás koreográfusa Sallak Petra volt. Rendezője pedig a színház igazgatója, Tóth Ádám. 
Az Édes Anna három éven keresztül járta az országot, több, mint 50 teltházas előadással megfordultak az ország legnagyobb sportcsarnokaiban, színházaiban, Budapesten a Kongresszusi Központban négy előadással, majd a turnét 2018 novemberében zárták négy teltházas előadással a Főváros legnagyobb nézőterén a SYMA Csarnokban. 
Az Édes Anna főbb szerepeiben Varga Zsanna, Polyák Rita, Horváth Mónika, Ilyés Jennifer, Buch Tibor, Kósa Zsolt, Pálfalvy Attila, Damu Roland, Kereki Anna és Békefi Viktória is megfordultak, a számos előadás alatt több felállásban is színpadra állt a produkció. 
2019-ben a Budapesti Showszínház nyitotta meg a Budai Szabadtéri Színház néven újra nyíló Csillebérci Szabadtéri Színpadot, melyet felújítottak és Budapest egyik legnépszerűbbb nyári játszóhelyévé tettek egyetlen évad alatt. A közel 1000 főt befogadni képes szabadtéri színházban több, mint ötven sikeres előadást mutattak be a nyár folyamán. 2020-ban is hasonló előadásszámra lehet számítani, a Budapesti Showszínház tervei között a nézőtér bővítése is szerepel. 
A Budapesti Showszínház jelenleg operett előadásaival, musical gáláival járja az országot, illetve Erdélyt és a Felvidéket, melyekben olyan nevek szerepelnek, mint Jenei Gábor, Kalocsai Zsuzsa, Polyák Rita, Kovács Beáta, Gergely Róbert, Vágó Bernadett, Csengeri Attila, Kállai Bori, Mészáros Árpád Zsolt és még sokan mások. 
2017 óta a Budapesti Showszínház saját szimfonikus zenekarral is rendelkezik, melynek vezetője Berki Sándor hegedűművész. 
Díszlet- és jelmeztáruk, hang és fénytechnikájuk bérbeadásával is foglalkoznak, hiánypótló módon komplett színpadi megoldásokat kínálnak társulatok, színházi produkciók részére.